# Привільненська сільська рада (Вільнянський район)
Привільненська сільська рада — орган місцевого самоврядування у Вільнянському районі Запорізької області з адміністративним центром у с. Привільне.

## Загальні відомості
Історична дата утворення: в 1981 році.
Територія Привільненської сільської ради розташована на північному сході Вільнянського району Запорізької області.

## Населені пункти
Сільській раді підпорядковані населені пункти:
- с. Привільне
- с. Богданівка
- с. Васильківське
- с. Терсянка

## Склад ради
Рада складається з 16 депутатів та голови.

### Керівний склад ради
| ПІБ                          | Основні відомості                                                         | Дата обрання | Дата звільнення |
| ---------------------------- | ------------------------------------------------------------------------- | ------------ | --------------- |
| Хижняк Сергій Іванович       | Сільський голова, 1956 року народження, освіта, безпартійний              | 26.03.2006   | 31.10.2010      |
| Хижняк Сергій Іванович       | Сільський голова, 1956 року народження, освіта вища                       | 31.10.2010   | 15.12.2013      |
| Пономарьова Віра Анатоліївна | Сільський голова, 1958 року народження, освіта вища, член Партії регіонів | 15.12.2013   |                 |

Примітка: таблиця складена за даними джерела